# Конституция Европейского союза
Конституция ЕС (полное официальное название — Договор о введении Конституции для Европы) — международный договор, призванный играть роль конституции Европейского союза и заменить все прежние учредительные акты ЕС. Подписан в Риме 29 октября 2004. В силу не вступил. В настоящее время возможность вступления его в силу не рассматривается ввиду подписания Лиссабонского договора.

## История
Вопрос о необходимости изменения принципов управления Евросоюзом и структуры руководящих органов встал в 1990-е годы, когда стало очевидно, что в ближайшем будущем произойдёт самое масштабное в истории расширение ЕС (с 15 до 25 членов). До сих пор в ЕС при принятии важнейших решений действовал принцип консенсуса — но с расширением состава возникала вероятность того, что самые важные решения окажутся надолго заблокированными.
Решение о начале работ по созданию общеевропейской конституции было принято на саммите ЕС в декабре 2001. Рабочий орган по разработке проекта конституции получил название конвент, возглавил его бывший Президент Франции Валери Жискар д’Эстен.
Работа над проектом конституции длилась три года. Окончательный текст документа был одобрен на специальном саммите ЕС в июне 2004.
29 октября 2004 главы всех 25 государств-членов Евросоюза подписали в Риме новую европейскую конституцию. Уникальность этого документа состоит в том, что он появился сразу на 20 языках и стал самой пространной и всеобъемлющей конституцией в мире. Европейская конституция, по мнению её авторов, должна была способствовать появлению общеевропейского самосознания и сделать ЕС моделью нового миропорядка.
Церемония прошла в зале Горациев и Куриациев римского Дворца Консерваторов на Капитолийском холме. Именно здесь 25 марта 1957 года главы Бельгии, Германии, Франции, Италии, Люксембурга и Нидерландов подписали Римский договор о ликвидации торговых барьеров, совместной экономической политике и унификации жизненных стандартов в своих странах.

## Предлагаемые изменения
Проект Конституции упорядочивает правовые основы всех договоров, заключённых между странами Евросоюза.
Документ содержал 450 статей и 60 000 слов, что сделало европейскую конституцию сопоставимой по своему объёму с наиболее масштабным и подробным конституционным актом в мире, Конституцией Индии от 1950 года.
Конституция меняет структуру и функции институтов ЕС:
- В Совете ЕС предусмотрена должность президента. Сейчас пост главы Совета по принципу ротации каждые полгода передаётся от одной страны ЕС другой — согласно Конституции, президент должен был назначаться Советом сроком на 2,5 года.
- Предусмотрена также должность министра иностранных дел ЕС, который, по мысли авторов, должен представлять единую европейскую внешнюю политику — ныне внешнеполитические функции разделены между верховным представителем ЕС по внешней политике (с 2009 года этот пост занимала Кэтрин Эштон, а с 2014 — Федерика Могерини) и членом Еврокомиссии, ответственным за внешние связи (Бенита Ферреро-Вальднер). Однако страны — члены ЕС по-прежнему могут вырабатывать собственную позицию по любому вопросу, и глава МИД Европы сможет говорить от имени ЕС только в том случае, если будет достигнут консенсус.
- Проект Конституции предполагал сокращение состава Еврокомиссии: сейчас действует принцип «одна страна — один еврокомиссар», но с 2014 года число еврокомиссаров должно было составить две трети от числа стран-членов.
- Проект Конституции расширял полномочия Европарламента, который, как предполагалось, должен был не только утверждать бюджет, но и заниматься проблемами, связанными с состоянием гражданских свобод, пограничного контроля и иммиграции, сотрудничества судебных и правоохранительных структур всех стран ЕС.

Проект конституции, среди прочего, предполагал отказ от принципа консенсуса и замену его на принцип так называемого «двойного большинства»: решение по большинству вопросов (кроме вопросов внешней политики и безопасности, социального обеспечения, налогообложения и культуры, где сохраняется принцип консенсуса) считается принятым, если за него проголосовали не менее 15 стран-членов, представляющих не менее 65 % населения всего союза. У отдельных государств не будет существовать «права вето», однако, если постановление Совета ЕС вызывает недовольство одной страны, она сможет остановить его действие при условии, что её поддержат ещё как минимум 3 других государства.

## Ратификация
Для вступления Конституции в силу её должны были ратифицировать все страны ЕС. Если хотя бы одна страна-член не ратифицирует Конституцию, она не вступит в силу; но это не приведёт к распаду ЕС, поскольку в таком случае все предыдущие договоры, подписанные его членами, останутся в силе.
Разные страны приняли различные варианты ратификации — голосованием в парламенте или на всенародном референдуме. Стран, решивших принимать конституцию на референдуме, десять:
| Страна         | Метод принятия           | Результат          |
| -------------- | ------------------------ | ------------------ |
| Австрия        | Голосование в парламенте | Принята            |
| Бельгия        | Голосование в парламенте | Принята            |
| Великобритания | Референдум               | Референдум отменён |
| Венгрия        | Голосование в парламенте | Принята            |
| Германия       | Голосование в парламенте | Принята            |
| Греция         | Голосование в парламенте | Принята            |
| Дания          | Референдум               | Референдум отменён |
| Ирландия       | Референдум               | Референдум отменён |
| Испания        | Референдум               | Принята            |
| Италия         | Голосование в парламенте | Принята            |
| Кипр           | Голосование в парламенте | Принята            |
| Латвия         | Голосование в парламенте | Принята            |
| Литва          | Голосование в парламенте | Принята            |
| Люксембург     | Референдум               | Принята            |
| Мальта         | Голосование в парламенте | Принята            |
| Нидерланды     | Референдум               | Не принята         |
| Польша         | Референдум               | Референдум отменён |
| Португалия     | Референдум               | Референдум отменён |
| Словакия       | Голосование в парламенте | Принята            |
| Словения       | Голосование в парламенте | Принята            |
| Финляндия      | Голосование в парламенте | Принята            |
| Франция        | Референдум               | Не принята         |
| Чехия          | Голосование в парламенте | Не проводилось     |
| Швеция         | Голосование в парламенте | Не проводилось     |
| Эстония        | Голосование в парламенте | Принята            |

В половине стран, руководство которых решилось на референдумы, имеется сильная оппозиция идее общеевропейского единства: к ним относятся Дания, Великобритания, Польша (она вступила в Евросоюз лишь в 2004, но с самого начала заявляла о своих особых претензиях на одно из лидирующих мест в ЕС), Франция и Нидерланды.
На саммите ЕС 22-23 июня 2007 достигнута принципиальная договорённость о разработке вместо Конституции «Договора о реформе» — облегчённой версии, содержащей главным образом положения о порядке функционирования институтов ЕС в новых условиях. Такой договор был подписан в Лиссабоне 13 декабря 2007.